# ألف عام وعام من الحنين (رواية)
«ألف عام وعام من الحنين» ، هي رواية من تأليف الروائي الجزائري رشيد بوجدرة، ترجمة: مرزاق بقطاش.
الطبعة الأولى 1979م، الطبعة الثانية 1984م، الناشر: منشورات المؤسسة الوطنية للكتاب والاتصال والنشر والإعلام (الجزائر) منشورات ANEP، دار الفارابي للنشر والتوزيع (بيروت-لبنان). عدد الصفحات: 310ص

## الرواية في أسطر
في رواية ألف عام وعام من الحنين يلتحم الخيال بالواقع التحاما قويا إلى درجة أنك لا تستطيع الفصل بينهما، بل تظهر كل محاولة للفصل بينهما مجرد عبث سيؤدي إلى فراغ الرواية من محتواها. في هذه الرواية، يتصارع الممكن والمستحيل على حد سواء. الواقع في الرواية خيال والخيال واقع.
يحلل بو جدرة التاريخ رابطاً الماضي بالحاضر من خلال ما جرى في التاريخ الإسلامي عبر (مملوكيته) وما يجري فيه حاليا عبر المملوكية (المتطورة في أشكال جديدة)، من هنا، كانت أهمية الرواية التنبؤية الداعية إلى تأمل التاريخ، مرآة أية حضارة تطمح إلى تجديد مجدها.
ورواية ألف وعام من الحنين اختارها اتحاد الكتاب العرب ضمن قامئة أفضل مئة رواية عربية في تاريخ الأدب العربي.. رغم أن كاتبها كتبها باللغة الفرنسية!!
رشيد بوجدرة روائي جزائري ذو توجه شيوعي ماركسي يكتب باللغتين العربية والفرنسية، ويعد من بين الوجوه الروائية في الساحة الأدبية الجزائرية. على مدى 50 عاما كتب رشيد بوجدرة في  قصص، وشعر، وروايات، ومسرح، ومراسلات، ودراسات نقدية. (بالفرنسية والعربية) أكثر من أربعين مؤلفا.